# Modiin-Maccabim-Reut

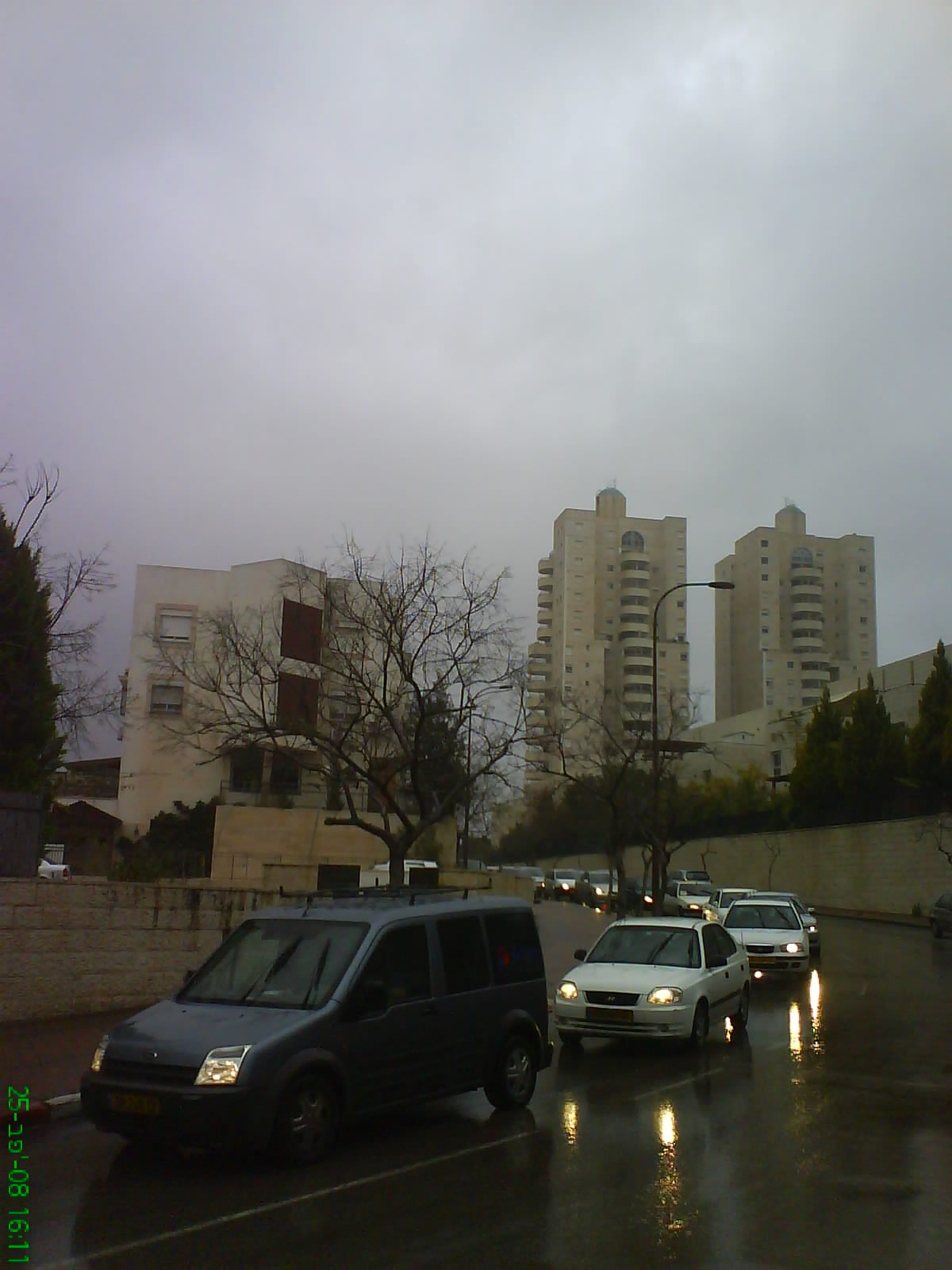
Carrer Levona.

Modi'in-Maccabim-Re'ut (en hebreu: מודיעין-מכבים-רעות) és la més nova de les ciutats de l'Estat d'Israel, està situada en el centre geogràfic del país, a 300 metres d'altitud sobre el nivell del mar. La seva pedra fonamental va ser col·locada el 1993 pel primer ministre Yitshaq Rabbín, i les seves obres de construcció van començar el 1994. En juliol de 1996 va començar el seu procés de població, sent proclamada ciutat en 2003.
El 2007 comptava amb una població de 67.100 habitants, després de la seva unificació amb les poblacions de la rodalia de Macabim (מכבים) i Re'ut (רעות). La ciutat es troba en ple procés de desenvolupament i expansió, amb una mitjana de construcció de 4.000 habitatges anuals, al cap del qual es té previst que arribi a acollir fins a 250.000 habitants, arribant així a ser la quarta ciutat del país darrere de Jerusalem, Tel-Aviv i Haifa.
La seva estratègica situació geogràfica la situa al centre mateix del país, a mig camí entre les dues majors ciutats, la capital Jerusalem i Tel-Aviv, distant uns 25 quilòmetres de cadascuna d'aquestes ciutats, i a uns 10 quilòmetres a l'est del camí troncal d'Israel, l'autovia 6, que a la seva conclusió haurà de recórrer l'Estat de sud a nord i és l'única via ràpida de pagament de peatge del país. Es troba en plena construcció la línia fèrria Tel-Aviv - Aeroport Internacional de Ben Gurion (aquest tram ja ha estat inaugurat en 2005) - Modi'ín, que haurà de connectar aquesta ciutat amb la zona costanera del país cap a mitjans de 2006, i conclourà a Jerusalem cap a finals del 2008.
Concebuda com una ciutat-jardí, la seva planificació obeeix a conceptes urbanístics d'avançada, entre els quals s'aprecien àmplies avingudes que respecten l'orografia; integració dels habitatges i les zones públiques en el paisatge i les abundants restes arqueològiques de la zona; soterrament de la totalitat de les infraestructures i cablejats, incloent la seva futura estació central de ferrocarril; separació clara de zones residencials, comercials, de serveis i polígons industrials; reciclat d'aigües pluvials per a la seva utilització en el reg de parcs i posterior reinserció en l'aqüífer, entre altres característiques excel·lents.
Emplaçada en el lloc històric de Modi'ín, va ser llar dels Macabeus, capdavanters de la rebel·lió en contra de la conquesta hel·lènica de Judea, al cap de la qual es van erigir triumfadors, instal·lant el Regne Asmoneu. Aquest regnat jueu, la durada del qual va ser d'uns 100 anys (164 aC-63 aC), fins a la invasió romana de Pompeu, va ser l'última etapa d'independència dels jueus, després de la qual va sobrevenir la pèrdua de la sobirania i la posterior diàspora de gairebé 1.900 anys, fins a la creació del modern Estat d'Israel en el segle xx.

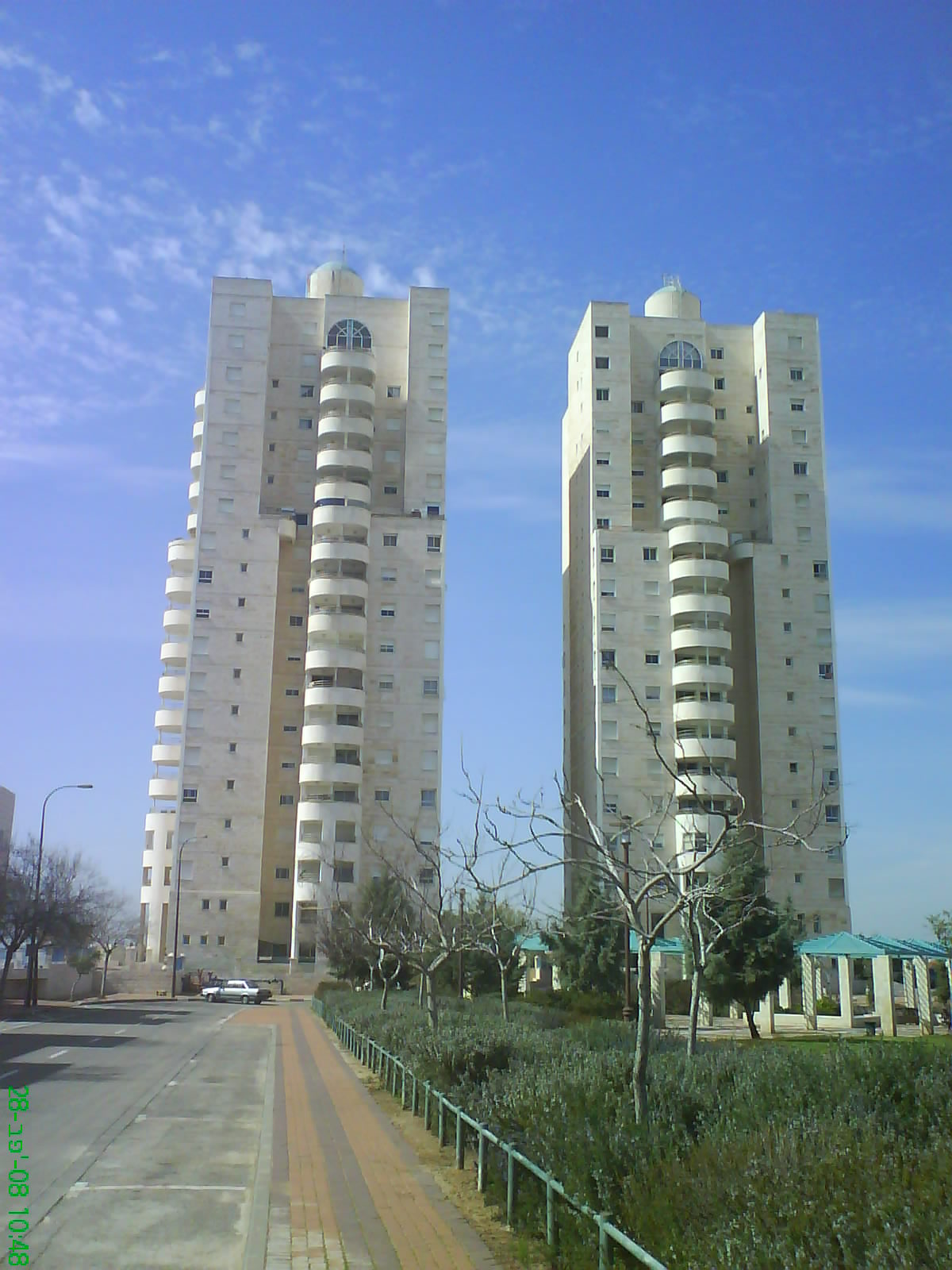
Noves construccions.

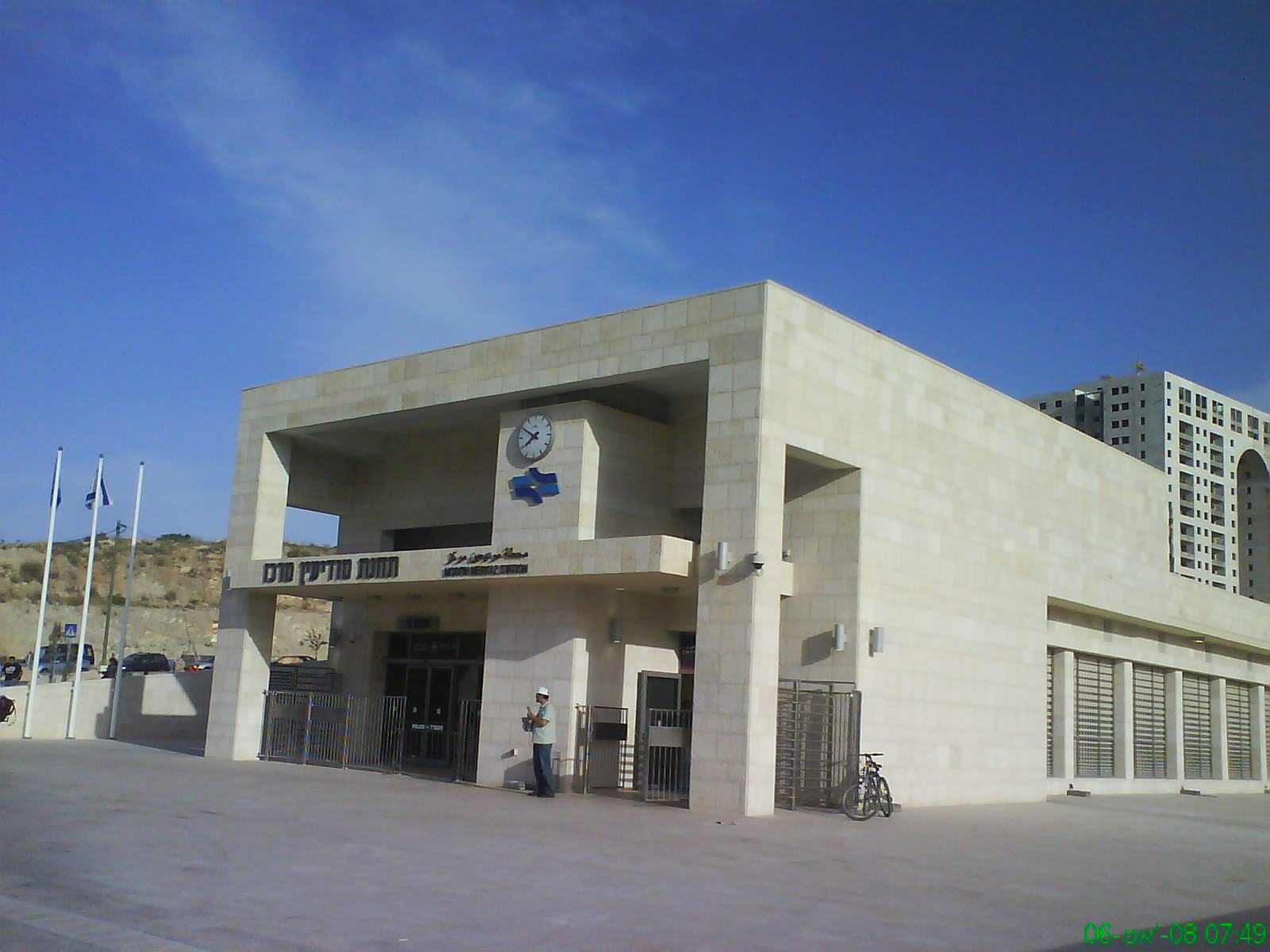
Estació ferroviària.